# Aloe arenicola
Aloe arenicola är en grästrädsväxtart som beskrevs av Gilbert Westacott Reynolds. Aloe arenicola ingår i släktet Aloe och familjen grästrädsväxter. Inga underarter finns listade i Catalogue of Life.

## Bildgalleri

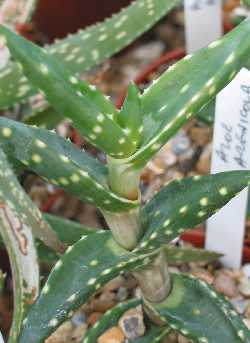
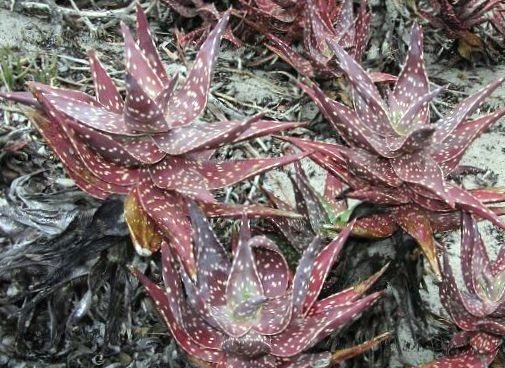